# 11037 Distler
11037 Distler este un asteroid din centura principală de asteroizi.

## Descriere
11037 Distler este un asteroid din centura principală de asteroizi. A fost descoperit pe 2 februarie 1989 la Tautenburg de Freimut Börngen. Asteroidul prezintă o orbită caracterizată de o semiaxă mare de 2,88 ua, o excentricitate de 0,04 și o înclinație de 3,0° în raport cu ecliptica.